# Hängolin
Hängolin (auch Hängulin o. Ä.) bezeichnet ein nicht näher beschriebenes Anaphrodisiakum oder Beruhigungsmittel, welches angeblich der Verpflegung männlicher Soldaten, Gefängnisinsassen oder Bewohnern eines Internats beigemischt wurde, um deren Libido und/oder Fähigkeit zur Erektion zu senken. Als Gründe für die Verabreichung werden Konfliktvermeidung, Verhinderung homosexueller Praktiken und Masturbation sowie Minderung des sexuellen Leidensdrucks angeführt. Nach gängiger Meinung ist die Geschichte um Hängolin als moderne Sage einzustufen.

## Verwendung
Der Begriff findet sich vor allem beim deutschen Militär, beginnend im Deutschen Heer des Ersten Weltkriegs über Wehrmacht, Nationale Volksarmee bis hin zur Bundeswehr. In der Schweizer Armee kursieren ähnliche Bezeichnungen. Der Begriff wird heute fast nur noch scherzhaft verwendet. Unter katholischen Theologen wurde oder wird der Begriff auch im Hinblick auf katholische Priesterseminare verwendet, in denen man halbernst unterstellte, eine derartige Substanz werde der Verpflegung (in der Regel durch in der Küche tätige Ordensschwestern) beigemischt, um die Kandidaten auf dem Weg zur sexuellen Abstinenz zu halten.

## Geschichte
„Hängolin“ ist der älteste bekannte Name. Aus der Wehrmacht während des Zweiten Weltkrieges gut nachgewiesen, geht er wahrscheinlich auf die Zeit des Ersten Weltkrieges zurück und lehnt sich durch die Endung „-olin“ an eine damals allgemein gebräuchliche Benennung ölig gelöster Arzneimittel an. Die Herkunft des Wortstamms und seine erstmalige Verwendung ist ungeklärt. In der Alltagsrezeption wird oft die Silbe „Häng-“ als Gegenteil von Erektion gedeutet. Im Ersten Weltkrieg gab es tatsächlich Nahrungsbeigaben, allerdings handelte es sich um Vitamine und Zusatzstoffe.
„Hängolin“ könnte auch aus einem heute kaum mehr bekannten Vorgänger-Mythos entstanden sein. Eine ähnliche Wirkung wurde zum Beispiel dem Speisesoda (Natron) und Brom angedichtet und dessen angeblich „abregende“ Wirkung fälschlich zur Selbstmedikation empfohlen. Außerhalb des Militärs wird diese Wortschöpfung aus der Soldatensprache ironisch für echte Medikamente gebraucht, die Erektile Dysfunktionen oder Vergleichbares als Nebenwirkungen haben.
Es gibt regional unterschiedliche Bezeichnungen für das Mittel, die sich von Zeit zu Zeit ändern. So wird in der Schweiz seit den 1980er Jahren dieselbe Wirkung einem Präparat namens Antibockin zugeschrieben. Weitere Synonyme sind beispielsweise Schlapposan, Nullbock oder Schlappofix, z. T. mit Endungen, die an Namen von Medikamenten erinnern.
Zu keiner Zeit sind Beimischungen von Medikamenten in Nahrungsmittel zur Senkung von Libido oder Erektionsfähigkeit bei Soldaten belegt. Allgemein anerkannt handelt es sich bei der angeblichen Gabe von Hängolin um eine moderne Sage.